# ポール・アンダーソン (化学者)
ポール・アンダーソン（Paul S. Anderson, 1938年2月3日 - ）は、アメリカ合衆国の元化学者である。1997年にはアメリカ化学会の会長を務めた。

## 経歴
バーモント州エセックス郡出身。1959年にバーモント大学を卒業後、1963年にニューハンプシャー大学から化学のPh.D.を取得。コーネル大学で博士研究員となった後、メルク、ブリストル・マイヤーズ スクイブ等に勤務した。
2002年にパーキンメダル、2006年にプリーストリー賞を受賞している。